# 芝加哥烈焰
《芝加哥烈焰》（英語：Chicago Fire）是一部美国电视剧，由迈克尔·勃兰特和德里克·哈斯製作，由杰西·斯宾塞、泰勒·金尼和查理·巴奈特等主要演出，而《法網遊龍》的製作者迪克·沃夫亦将會参与制作。本片于2012年10月10日起在全国广播公司播出，试播集则提前在NBC.com供美国地区用户观看

## 简介
本剧简述芝加哥消防局51分局一群消防员的故事。在平常滅火救人的背後，他們也要面對由職場工作，經濟發展，人際關係，社會道德，甚至生命教育等等一般人的人生難題。
在一场救援行动中云梯队的一名队友被大火吞噬，队伍不再像以前那样团结，两个副队长互相指责对方；马修·凯西和海丽·托马斯的婚约取消了，凱利·西弗莱德比任何一个人都难过因为遇难的队友是他儿时的玩伴，而老牌消防员克里斯托弗·赫尔曼则刚刚失去了自己的房子。

## 演员和角色
| 演員               | 角色                                           | 職位                 | 工作分配              | 季度 | 季度 | 季度 | 季度 | 季度 | 季度 | 季度 | 季度 | 季度 | 季度 |
| 演員               | 角色                                           | 職位                 | 工作分配              | 1    | 2    | 3    | 4    | 5    | 6    | 7    | 8    | 9    | 10   |
| ------------------ | ---------------------------------------------- | -------------------- | --------------------- | ---- | ---- | ---- | ---- | ---- | ---- | ---- | ---- | ---- | ---- |
| 傑西·斯賓塞        | 馬修·凱希                                      | 消防車長             | 81號雲梯車            | 主演 | 主演 | 主演 | 主演 | 主演 | 主演 | 主演 | 主演 | 主演 | 主演 |
| 泰勒·金尼          | 凱利·西弗萊德                                  | 消防車長             | 3號搶救車             | 主演 | 主演 | 主演 | 主演 | 主演 | 主演 | 主演 | 主演 | 主演 | 主演 |
| 摩妮卡·雷蒙德      | 加布里埃拉·道森 Gabriela Dawson                | 救護車長/ 見習消防員 | 61號救護車            | 主演 | 主演 | 主演 | 主演 | 主演 | 主演 | 客串 | 客串 |      |      |
| 勞倫·日爾曼        | 萊斯莉·伊麗莎白·夏伊 Leslie Elizabeth Shay     | 救護員               | 61號救護車            | 主演 | 主演 | 客串 |      |      |      |      |      |      |      |
| 查理·巴奈特        | 彼得·米爾斯 Peter Mills                        | 見習消防隊員/ 救護員 | 61號救護車            | 主演 | 主演 | 主演 |      |      |      |      |      |      |      |
| 大衛·艾根柏        | 克里斯托弗·赫爾曼 Christopher Herrmann         | 消防隊員             | 81號雲梯車            | 主演 | 主演 | 主演 | 主演 | 主演 | 主演 | 主演 | 主演 | 主演 | 主演 |
| 埃蒙·沃克          | 華萊士·博登 Wallace Boden                      | 局長                 | 51消防局              | 主演 | 主演 | 主演 | 主演 | 主演 | 主演 | 主演 | 主演 | 主演 | 主演 |
| 尤里·薩爾達羅夫    | 布萊恩·奧德斯·茲沃內切克 Brian "Otis" Zvonecek | 消防隊員             | 81號雲梯車            | 常規 | 主演 | 主演 | 主演 | 主演 | 主演 | 主演 | 主演 |      |      |
| 克里斯蒂安·斯托特  | 蘭迪·穆奇·麥考蘭 Randy "Mouch" McHolland       | 消防隊員             | 81號雲梯車            | 常規 | 主演 | 主演 | 主演 | 主演 | 主演 | 主演 | 主演 | 主演 | 主演 |
| 乔·米尼奧索        | 喬·克魯茲 Joe Cruz                             | 消防隊員             | 81號雲梯車/ 3號搶救車 | 常規 | 主演 | 主演 | 主演 | 主演 | 主演 | 主演 | 主演 | 主演 | 主演 |
| 泰瑞·里夫斯        | 海莉·托馬斯 Hallie Thomas                      | 住院醫生             | 不適用                | 主演 |      |      |      |      |      |      |      |      |      |
| 卡拉·基爾默        | 西爾維·布雷特 Sylvie Brett                     | 救護員               | 61號救護車            |      |      | 主演 | 主演 | 主演 | 主演 | 主演 | 主演 | 主演 | 主演 |
| 多拉·瑪迪遜·伯爾治 | 潔西卡·奇爾頓 Jessica Chilton                  | 救護車長             | 61號救護車            |      |      | 常規 | 主演 |      |      |      |      |      |      |
| 史蒂芬·R·麥克昆    | 吉米·博瑞利 Jimmy Borelii                      | 救護員               | 61號救護車            |      |      |      | 主演 | 主演 |      |      |      |      |      |
| 米蘭達·蕾·邁歐     | 史黛拉·基德 Stella Kidd                        | 消防隊員             | 81號雲梯車            |      |      |      | 常規 | 主演 | 主演 | 主演 | 主演 | 主演 | 主演 |
| 安妮·伊隆澤        | 艾米莉·福斯特 J Emily Foster                   | 救護員               | 61號救護車            |      |      |      |      |      |      | 主演 | 主演 |      |      |
| 阿爾貝托·羅森德    | 布萊克·加洛 Blake Gallo                        | 消防隊員             | 81號雲梯車            |      |      |      |      |      |      |      | 主演 | 主演 | 主演 |
| 丹尼爾·基里        | 達倫·里特 Darren Ritter                        | 消防隊員             | 81號雲梯車            |      |      |      |      |      |      | 常規 | 常規 | 主演 | 主演 |
| 阿德裏安·雷        | 吉安娜·麥基 Gianna Mackey                      | 救護員               | 61號救護車            |      |      |      |      |      |      |      |      | 主演 |      |
| 花子·格林史密斯    | 維奧萊特·米卡米 Violet Mikami                  | 救護員               | 61號救護車            |      |      |      |      |      |      |      | 常規 | 常規 | 主演 |

### 主演及常駐
- 泰勒·金尼 飾演 凱利·西弗莱德，3號搶救車車長

- 由於父親的關係而有婚姻恐懼症。
- 第三季曾與一名在拉斯維加斯偶遇的女子短暫結婚。

- 杰西·斯宾塞 飾演 马修·凯西，81號雲梯車車長

- 第一季曾經與海丽·托马斯訂婚，但後來因故取消婚約。海丽·托马斯後來死於診所大火，這對马修·凯西造成沉重打擊。
- 與加布里埃拉·道森在第二季開始交往，在第五季結婚。
- 副職為建築合約工。
- 第四季在眾人的鼓勵下參選芝加哥市議會並當選市議員，但後來由於遭政敵攻擊而辭職。
- 第六季晉升為高級車長。

- 埃蒙·沃克（英语：Eamonn Walker） 飾演 华莱士·博登，第51消防局局長

- 他是消防局的领头人物，有时他就如同父亲一样。
- 第二季大結局與小學教師Donna奉子成婚。
- 第四季由於地產大亨雇凶誣陷而入獄，但是最後證明了自己的清白。

- 戴维·艾根伯格 飾演 克里斯托弗·赫尔曼，81號雲梯車消防員，51號泵車車長

- 作为老牌消防员大家都很敬仰他，由于投资的失策导致他倾家荡产失去自己的房子。
- 第一季後段接手了一間酒吧，並應前業主的請求將酒吧命名為「莫莉酒吧」。
- 第三季通過車長考試，之後在马修·凯西請假時擔任代理車長。
- 第七季升任51號泵車車長。

- 克里斯蒂安·斯托特（英语：Christian Stolte） 飾演 兰迪·“穆奇”·麦考兰，81號雲梯車消防員

- 最爱就是坐在他专用沙发位置上看电视。
- 第一季由於工會主席陷入醜聞而競選過工會主席。至今仍然是第51消防局的工會代表。
- 第四季與芝加哥警察第21分局的楚迪·普拉特結婚。

- 喬·諾索（英语：Joe Minoso） 飾演 乔·克鲁兹，81號雲梯車消防員，3號搶救車消防員

- 由于弟弟李昂和黑帮扯上关系让他十分头疼，这也导致他在一次救援行动中对黑帮老大见死不救。
- 曾與西爾維·布雷特交往，現已分手。
- 第三季中段被調入3號搶救車隊。
- 第四季為了幫一個髮小脫離黑幫而把髮小帶到消防局，甚至為髮小在莫莉酒吧介紹工作，卻導致髮小在一次口角中將克里斯托弗·赫尔曼刺傷。

- 卡拉·基爾默 飾演 西爾維·布雷特，61號救護車救護員

- 莱斯利·夏伊殉職後加入61號救護車。
- 曾與乔·克鲁兹交往，現已分手。
- 第七季末尾到第八季第二集曾短暫移居印第安納州法烏勒頓。

- 米蘭達·蕾·邁歐 飾演 史黛拉·基德，81號雲梯車消防員

- 第四季後段調入81號雲梯車。
- 與凱利·西弗萊德交往中。

- 蘭迪·弗拉格 飾演 “卡普”，3號搶救車消防員
- 安東尼·費拉瑞斯 飾演 “東尼”，3號搶救車消防員
- 安妮·伊隆澤 飾演 艾米莉·福斯特，61號救護車救護員

- 第七季加入第51消防局。
- 成為救護員前曾為芝加哥湖岸醫院實習醫生，但由於在最終考試時作弊而被開除。

- 丹尼爾·凱里 飾演 達倫·瑞特爾，51號泵車消防員

- 第七季早期加入第51消防局。

- 罗宾·科芬 飾演 辛迪·赫尔曼

- 克里斯托弗·赫尔曼的妻子，两人在半年以来的第一次床事有了第五个孩子。

- 強·西達 飾演 安东尼奥·道森探员

- 見《芝加哥警署》
- 道森的弟弟，他帮助凯西和海丽抓住博伊特的把柄关进监狱，但是新来的纽约帮派让他陷入危险。

- 杰森·贝吉 飾演 汉克·博伊特探员

- 見《芝加哥警署》
- 一场事故的肇事者是他的儿子，为了保护儿子他动用各种手段恐吓凯西以及海丽，但是最终反被咬一口抓到把柄进了监狱。

### 已離開主演/常駐角色
- 查理·巴奈特 飾演 彼得·米尔斯，消防員/救護員

- 效力第51消防局期間先後在81號雲梯車、3號搶救車及61號救護車效命。
- 曾經和加布里埃拉·道森交往，但已經分手。
- 第三季後段因為全家搬走而退役。

- 劳伦·日尔曼 飾演 莱斯利·夏伊，61號救護車救護員

- 女同性戀者，曾經是凱利·西弗莱德的摯友。
- 曾經邂逅一名叫做Devon的女同性戀者，兩人曾經同居，但後來Devon偷走家中幾乎所有財物。
- 第三季第一集救火時殉職。後來的調查發現導致她殉職的火災是連環縱火犯的罪行。

- 泰莉·李維（英语：Teri Reeves） 飾演 海丽·托马斯医生

- 湖岸医院的医生。
- 曾經是马修·凱西的未婚妻，但後來取消婚約，但雙方並未中止交往。
- 第一季後期因診所大火而遇難身亡。之後的調查發現她的診所涉及黑市藥品交易。

- 莫·加利尼（英语：Mo Gallini） 飾演 何塞·瓦爾格斯，消防員

- 第一季中段从81号云梯車調入3号搶救車，但是一场意外徹底破壞了他的肺功能，讓他被迫退役。

- 傑夫·赫普納 飾演 傑夫·克拉克，3號拯救車消防員

- 曾經在另一間消防局擔任車長，後來由於消防局被市政府關閉而調到第51消防局。
- 他的前妻曾經在他派駐海外期間與一名高利貸放債人私通。後來高利貸放債人被殺，他曾一度成為嫌疑人。
- 洗脫嫌疑後調到另一間消防局擔任車長。後來在一次任務中嚴重受傷，被迫退役，之後入讀芝加哥大學醫學院。
- 入讀芝加哥大學期間曾為芝大醫院見習醫生，後來獲得檀香山某醫院分配工作而離開芝加哥。

- 克莉絲汀·愛萬赫利斯塔 飾演 艾莉森·拉弗爾提，61號救護車救護員

- 加布里埃拉·道森開始消防員訓練後調入61號救護車。
- 由於忽略病人“拒絕急救”的要求而遭到內部調查，之後離開第51消防局。

- 多拉·瑪迪遜·伯爾治 飾演 潔西卡·奇爾頓，61號救護車救護員

- 第三季後期加入61號救護車。
- 曾經與克里斯托弗·赫爾曼合作開發汽水酒，但是在成功申請專利之前被競爭對手搶先一步。
- 姐姐死後性情大變，最終由於當值期間喝酒而被辭退。

- 史蒂芬·R·麥克昆 飾演 吉米·博瑞利，81號雲梯車見習消防員，61號救護車救護員

- 大哥丹尼·博瑞利也是消防員。
- 在大哥殉職後將大哥的死因歸咎於华莱士·博登局長，開始違抗命令，最終導致自己在一次拯救行動中被嚴重炸傷，就此退役。

- 布里特妮·克爾蘭 飾演 凱薩琳·諾蘭

- 凱利·西弗莱德的同父異母妹妹，曾經一邊當廚師一邊在廚藝學校讀書。
- 第二季後段被對消防員懷恨的文森·克伊勒綁架和強暴。被救後不久就離開了芝加哥，搬到科羅拉多。

- 特里特·威廉斯（英语：Treat Williams） 飾演 班尼·西弗莱德

- 凱利·西弗莱德的父亲，和博登以及彼得的父亲亨利曾经共事过。
- 第七季第六集由於和消防局總監爭吵引發中風而去世。

- 夏洛特·蘇利文（英语：Charlotte Sullivan） 飾演 安娜·特納

- 由於身患癌症而接受凱利·西弗萊德骨髓移植，之後和西弗萊德墜入愛河，更成為芝大醫院兒科護士。

- 第五季後期因癌症復發病故。

- 摩妮卡·雷蒙德（英语：Monica Raymund） 飾演 加布里埃拉·道森，61號救護車救護員，81號雲梯車消防員

- 曾與彼得·米尔斯交往後分手，後與马修·凱西交往於第五季結婚。
- 第二季完成消防員訓練，之後被調入81號雲梯車，直到潔西卡·奇爾頓被辭退。
- 在一次大火中救出一名叫做「路易」的孤兒，後來由於路易和她難捨難分，因此家庭及兒童服務部在马修·凱西的懇求下讓她收養路易。
- 哥哥安东尼奥·道森是伊利諾州檢察院特別調查隊隊員，之前曾當警察多年。
- 第七季第一集離開芝加哥，前往波多黎各協助災後重建。

- 尤里·萨爾達多夫 飾演 布莱恩·“奥的斯”·兹沃内切克，81號雲梯車消防員

- 在彼得·米尔斯到来之前，奥的斯刚刚成为正式消防员，主要负责81号云梯车的云梯运作。
- 其外号“奥的斯”就是取自奥的斯電梯公司。
- 在担任消防员的同时他还开了一个博客，讲述消防员的生活。
- 乔·克鲁兹被調入3號搶救車隊後成為81號雲梯車司機。
- 第七季大結局在工廠大火中殉職。

## 制作
试播集由本剧的创造者德里克·哈斯和迈克尔·勃兰特编写在芝加哥拍摄。
2012年5月全国广播公司正式预定本剧。本剧定于2012年10月10日开始在NBC播出。
在播放了三集后NBC宣布追加5集剧本，2012年11月8日NBC宣布续订预定本剧全季22集。2013年1月29日NBC宣布追加预订使得本剧第一季将有23集。一周后NBC于2013年2月6日再次宣布追加预订一集使得本剧第一季将有24集。
2013年4月26日NBC宣布续订第二季22集。

## 系列总览
| 季數 | 集数 | 集数 | 首播日期       | 首播日期      | 排名 | 平均收視人數 （百萬） |
| 季數 | 集数 | 集数 | 首映           | 季终          | 排名 | 平均收視人數 （百萬） |
| ---- | ---- | ---- | -------------- | ------------- | ---- | --------------------- |
| 1    | 24   | 24   | 2012年10月10日 | 2013年5月22日 | 51   | 7.78                  |
| 2    | 22   | 22   | 2013年9月24日  | 2014年5月13日 | 31   | 9.70                  |
| 3    | 23   | 23   | 2014年9月23日  | 2015年5月12日 | 47   | 9.65                  |
| 4    | 23   | 23   | 2015年10月13日 | 2016年5月17日 | 31   | 10.47                 |
| 5    | 22   | 22   | 2016年10月11日 | 2017年5月16日 | 26   | 9.92                  |
| 6    | 23   | 23   | 2017年9月28日  | 2018年5月10日 | 29   | 9.67                  |
| 7    | 22   | 22   | 2018年9月26日  | 2019年5月22日 | 14   | 11.37                 |
| 8    | 20   | 20   | 2019年9月25日  | 2020年4月15日 | 8    | 11.70                 |
| 9    | 16   | 16   | 2020年11月11日 | 2021年5月26日 | 7    | 10.23                 |
| 10   | 22   | 22   | 2021年9月22日  | 2022年5月25日 | 7    | 9.81                  |
| 11   | 22   | 22   | 2022年9月21日  | 2023年5月24日 | 待定 | 待定                  |

### 客串
| 角色          | 芝加哥系列                           | 芝加哥系列                | 其餘系列              |
| 角色          | 警署                                 | 醫情                      | 其餘系列              |
| ------------- | ------------------------------------ | ------------------------- | --------------------- |
| 馬修·凱希     | 1-12 2-20 4-1 4-9 5-16 6-15          | 2-14 4-2 4-17 5-2         | 法網遊龍：特案組16-20 |
| 凱利·西弗萊德 | 1-3 1-10 1-12 3-21 4-9 4-16 6-2 6-15 | 1-3 1-5 2-14 3-7 4-2 4-17 | 芝加哥正義1-1         |

### 交叉
| 電視劇             | 電視劇                  | 電視劇                  | 播放日期            |
| 第一集             | 第二集                  | 第三集                  | 播放日期            |
| ------------------ | ----------------------- | ----------------------- | ------------------- |
| 芝加哥烈焰 S02E20  | 芝加哥警署 S01E12       |                         | 2014年4月29日~30日  |
| 芝加哥烈焰 S03E07  | 法網遊龍：特案組 S16E07 | 芝加哥警署 S02E07       | 2014年11月11日~12日 |
| 芝加哥烈焰 S03E13  | 芝加哥警署 S02E13       |                         | 2015年2月3日~4日    |
| 芝加哥烈焰 S03E21  | 芝加哥警署 S02E20       | 法網遊龍：特案組 S16E20 | 2015年4月28日~29日  |
| 芝加哥烈焰 S04E10  | 芝加哥醫情 S01E05       | 芝加哥警署 S03E10       | 2016年1月5日~6日    |
| 芝加哥烈焰 S05E09  | 芝加哥警署 S04E09       |                         | 2017年1月3日        |
| 芝加哥烈焰 S05E15  | 芝加哥警署 S04E16       | 芝加哥正義 S01E01       | 2017年3月1日        |
| 芝加哥警署 S05E16  | 芝加哥烈焰 S06E13       |                         | 2018年3月7日~8日    |
| 芝加哥烈焰 S07E02  | 芝加哥醫情 S04E02       | 芝加哥警署 S06E02       | 2018年10月3日       |
| 芝加哥烈焰 S07E15  | 芝加哥警署 S06E15       |                         | 2019年2月20日       |
| 芝加哥烈焰 S08E04  | 芝加哥醫情 S05E04       | 芝加哥警署 S07E04       | 2019年10月16日      |
| 芝加哥烈焰 S08E015 | 芝加哥警署 S07E015      |                         | 2020年2月26日       |

## 衍生剧
2013年3月27日全国广播公司打算开发《芝加哥烈焰》的衍生剧将讲述芝加哥警察局的故事，随后开始选角这些角色通过在《芝加哥烈焰》第一季22集和23集亮相来引出故事，5月10日全国广播公司宣布预定该衍生剧。

## 轶事
- 本剧拍摄的一起坠机事故曾引起当地民众误会[25][26]当地电视台甚至信以為真报道了飞机失事的消息。[27]

## 節目變遷
| 香港無綫電視明珠台 星期三 22:35/22:40-23:30/23:35 · 2月12日及6月18日暫停播映 | 香港無綫電視明珠台 星期三 22:35/22:40-23:30/23:35 · 2月12日及6月18日暫停播映 | 香港無綫電視明珠台 星期三 22:35/22:40-23:30/23:35 · 2月12日及6月18日暫停播映 |
| ---------------------------------------------------------------------------- | ---------------------------------------------------------------------------- | ---------------------------------------------------------------------------- |
|                                                                              | 芝加哥烈火群英（第一季） （2014.01.15 - 2014.07.09）                         |                                                                              |
| 聖經故事 （2013.11.06 - 2014.01.08）                                         | 天幕圍城（第一季） （2014.07.16 - 2014.10.08）                               |                                                                              |